# Alexandre Guimarães
Alexandre Borges Guimarães, mais conhecido como Alexandre Guimarães (Maceió, 7 de novembro de 1959), é um treinador e ex-futebolista brasileiro naturalizado costa-riquenho que atuava como meia. Atualmente está sem clube.

## Carreira
Chegou aos 11 anos à Costa Rica devido ao trabalho do pai. A cidadania foi adquirida em 1985; Guimarães já havia sido campeão nacional pelo Deportivo Saprissa (clube que por mais tempo ele defendeu) em 1982 e conquistaria outros dois em 1988 e 1989. Guimarães jogou pela Costa Rica na Copa do Mundo de 1990, o primeiro mundial disputado pelo país da América do Norte. Não foi o primeiro brasileiro a disputar uma Copa por outro país (o "italiano" Guarisi já o havia feito no de 1934), mas foi o primeiro a jogar contra o Brasil no torneio, o que se deu na primeira fase, com uma derrota honrosa por 1–0. A Costa Rica conseguiu passar da primeira fase com vitórias sobre as favoritas Escócia e Suécia, sendo eliminada nas oitavas pela Tchecoslováquia.
Guimarães, que iniciara a carreira em 1979, parou de jogar em 1992. Tornou-se técnico em 1994 e assumiu a Seleção Costa-riquenha em 2000, classificando-a para a Copa do Mundo de 2002, fazendo o país voltar às Copas depois de 12 anos. Enfrentou novamente a Brasil, além da China, treinada por Bora Milutinović, que fora seu técnico na Copa de 90. Apesar de não ter feito feio, a Costa Rica acabou eliminada na primeira fase, devido a saldo de gols inferior à dos turcos. Guimarães, que havia deixado o cargo, retornou em 2005 e obteve nova classificação, agora para a Copa de 2006, mas a equipe terminou em último lugar de seu grupo.
Em seguida foi treinador da seleção do Panamá e foi para os Emirados Árabes, aonde comandou o Al Wasl e Al Dhafra. Em 2011 retornou a Costa Rica, onde comandou o Deportivo Saprissa. Também se aventurou como técnico no continente asiático, treinando de 2012 a 2014 o Tianjin Teda da China e de 2016 a 2018 o Mumbai City da Índia. Em 2019 foi treinador do América de Cali, tendo sido campeão do Torneio Finalización. Até o dia 5 Junho de 2021 atuou como técnico do Atlético Nacional, clube também do país da Colômbia.

## Títulos como jogador
Deportivo Saprissa
- Campeonato Costarriquenho: 1982, 1988 e 1989

## Títulos como treinador
América de Cali
- Campeonato Colombiano: 2019

## Vida pessoal
É pai do também jogador Celso Borges, que esteve presente e foi decisivo na melhor campanha da Seleção da Costa Rica em copas. Na Copa de 2014 no Brasil na qual, a equipe chegou nas quartas de final e acabou derrotada pela favorita Holanda, nos pênaltis. A Seleção terminou em primeiro no "Grupo da Morte" e ainda eliminou as campeãs mundiais, Itália e Inglaterra, num grupo que ainda contava com o Uruguai.